# Clemens Weiss

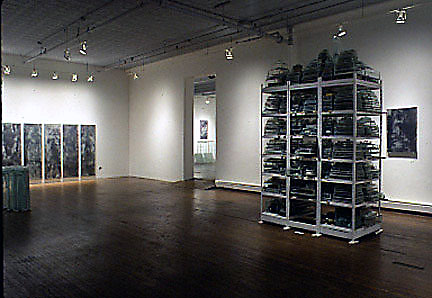
Installation + logic..., Ronald Feldman Gallery, New York, 1991.

Clemens Weiss (né le 26 septembre 1955 à Grefrath) est un sculpteur allemand.

## Biographie
Entre 1970 et 1973, il suit une formation dans le génie mécanique. Il étudie ensuite l'art, la philosophie, la médecine et la géologie à Krefeld, Düsseldorf et Vienne entre 1977 et 1982 et travaille aussi comme artiste indépendant. En 1983, il s'en va à Süchteln (quartier de Viersen) et se concentre sur l'articulation entre son œuvre et sa pensée. En 1986, il a un atelier à Mönchengladbach. L'année suivante, il s'installe définitivement à New York.
Il se fait aussitôt connaître par une exposition à la Ronald Feldman Fine Arts.[évasif] Suivent de nombreux expositions aux États-Unis et en Europe ainsi que des conférences. En 1996, l'Allemagne offre sa sculpture Skulptur Regarding Non-Proliferation of Nuclear Weapon aux Nations unies ; elle se trouve comme installation permanente aujourd'hui au Palais des Nations à Genève.
Weiss essaie dans ses installations d'associer les différents genres d'arts et la philosophie. Ses installations sont faites de constructions en verre transparent, dans lesquels sont insérés des dessins, des écrits et d'autres objets, qui peuvent servir également d'éléments pour des productions de théâtre.
Ses œuvres sont présentes dans les collections du Museum of Modern Art et du Musée des beaux-arts Pouchkine.